# Гергешти (Васлуй)
Гергешти (рум. Gherghești) — коммуна в составе жудеца Васлуй (Румыния).

## Состав
В состав коммуны входят следующие населённые пункты (данные о населении за 2002 год):
- Гергешти (рум. Gherghești) — 1085 жителей
- Кетросу (рум. Chetrosu) — 484 жителя
- Лунка (рум. Lunca) — 481 житель
- Кородешти (рум. Corodești) — 304 жителя
- Дрэхени (рум. Drăxeni) — 174 жителя
- Сочи (рум. Soci) — 112 жителей
- Лазу (рум. Lazu) — 92 жителя
- Драгомэнешти (рум. Dragomănești) — 49 жителей
- Валя Лупулуй (рум. Valea Lupului) — 7 жителей

## География
Коммуна расположена в 271 км к северо-востоку от Бухареста, 10 км к западу от Васлуя, 56 км к югу от Ясс, 139 км к северу от Галаца.

## Население
По данным переписи населения 2002 года в коммуне проживали 2784 человек.

### Национальный состав
| Национальность | Кол-во человек | Процент |
| -------------- | -------------- | ------- |
| Румыны         | 2784           | 100 %   |

### Родной язык
| Язык      | Кол-во человек | Процент |
| --------- | -------------- | ------- |
| Румынский | 2784           | 100 %   |

### Вероисповедание
| Вероисповедание | Кол-во человек | Процент |
| --------------- | -------------- | ------- |
| Православные    | 2748           | 98,7 %  |
| Пятидесятники   | 17             | 0,6 %   |
| Адвентисты      | 17             | 0,6 %   |
| Реформаты       | 2              | 0,1 %   |

## Политика
По результатам местных выборов 2016 года, местный совет коммуны состоит из 11 депутатов следующих партий:
| Партия                                | Количество депутатов |
| ------------------------------------- | -------------------- |
| Национальная либеральная партия       | 6                    |
| Социал-демократическая партия         | 3                    |
| Альянс либералов и демократов         | 1                    |
| Национальный союз за прогресс Румынии | 1                    |